# ヴァーユ

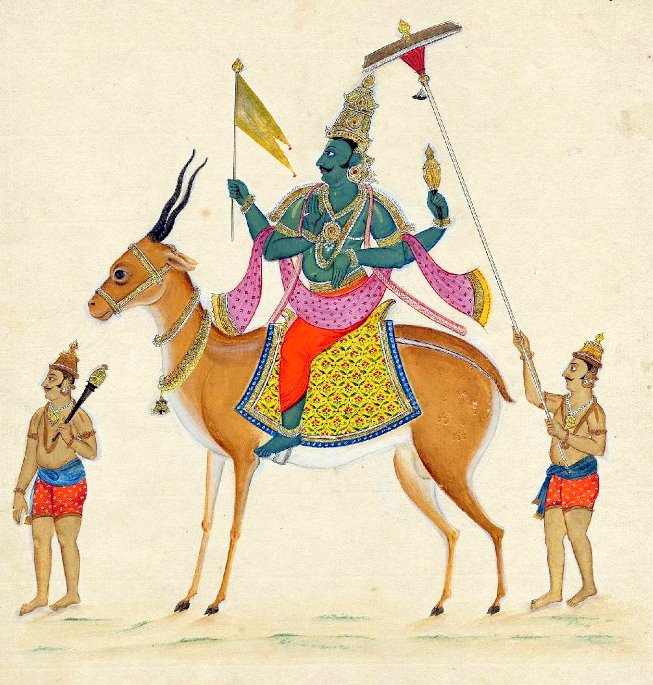
ヴァーユ

ヴァーユ（サンスクリット: वायु Vāyu、ワーユとも）はインド神話における風の神。その名は「風」の意。アニラ（Anila、「風」の意）、マルト（Marut、「風」の意）、ガンダヴァハ（Gandhavaha、「香を運ぶ者」の意）、パヴァナ、プラーナとも呼ばれる。

## 解説
『リグ・ヴェーダ』の「プルシャの歌」（X・90・13）によれば、ヴァーユは原人プルシャの生気（プラーナ）から生まれたという。その速さはしばしば駿馬と比喩される。ヴァーユが乗るのは2頭の赤毛の馬が牽く乗る車で、その車には御者としてインドラ神も乗ることがあるという。
ヴァーユはインドラ神と密接に結びつき、インドラに並ぶ神だとされている。三界（天･空･地）のうち、空界をインドラとともに占める。『リグ・ヴェーダ』にはヴァーユの他にもヴァータという風神が登場しているが、ヴァーユのほうがより擬人化が進み、讃歌の数も多い。イランにおける風神ワーユにあたる。『マハーバーラタ』の英雄ビーマや、『ラーマーヤナ』の猿将ハヌマーンはヴァーユの息子とされる。
時代が下ると、インドラら他の神々と共に8つの方角に配され、ヴァーユは北西の守護神となった。また、ヴァータと共に仏教に取り入れられて風天となった。ゾロアスター教においては、ワーユはインドラと共にダエーワ（悪魔）とみなされた。
また、ヴァーユはインド哲学の五大要素（パンチャマハーブータ）の一つであり、その意味は「風」、「空気」あるいは「気」である。

## ヴァーユに由来する名称
- かつて東日本フェリーおよび津軽海峡フェリーが所有していたフェリー『ばあゆ』の名称はこの神の名に由来する。
- マルチ・ウドヨグ→マルチ・スズキ・インディア - この神の名(マールティ)を、自動車が軽快なスピードで颯爽と走るイメージを意識してつけた。